# Ramekin
Ramekin je majhna glazirana keramična ali steklena posoda, ki jo uporabljamo pri pripravi in serviranju različnih jedi. Beseda je francoskega izvora (ramequin).

## Podrobnosti
Ker obstajajo v različnih velikostih (od 50 pa vse do 250 mL) jih lahko uporabljamo za serviranje najrazličnejših jedi, kot so na primer zažgana krema, francoska čebulna juha, čokoladna lava tortica, sirne, skutine in jajčne jedi, sladoled, sufle, različni narastki in pudingi, lahko pa v njej tudi serviramo priloge, predjedi, omake, prigrizke.
Tradicionalno je ramekin okrogle oblike, z žlebičasto zunanjostjo, dobimo pa jih tudi v modernejših oblikah - srce, roža, zvezda ...
Ramekini so navadno izdelani tako, da zdržijo tudi visoke temperature, in jih zato pogosto uporabljamo v pečicah, za zažgano kremo pa uporabimo kuhinjski visoko-temperaturni butanski gorilnik, da karameliziramo sladkor.